# Offa d'Angeln
Pour les articles homonymes, voir Offa.

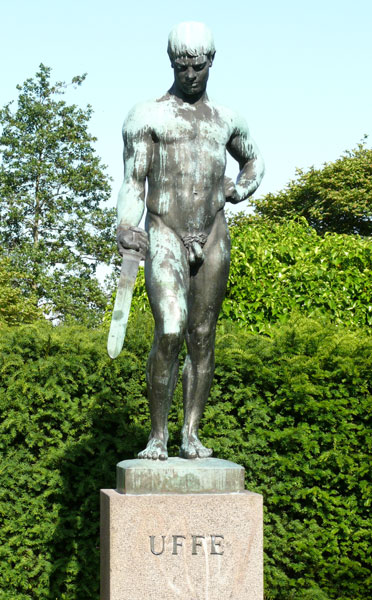
Statue du héros et roi légendaire Uffe ou Offa.

Offa d'Angeln (en danois : Uffe) ou Offa de Jutland est un roi légendaire du peuple germanique des Angles, originaire de la région d'Angeln, et héros national du Danemark. Ancêtre des rois de Mercie, il est le fils de Varmund et petit-fils de Wihtlæg.
Offa est connu grâce à divers textes anciens tels que la Chronique anglo-saxonne rédigée en vieil anglais, la Geste des Danois de l'historien médiéval Saxo Grammaticus et les poèmes Beowulf et Widsith.
La victoire d'Offa à Rendsburg, lors d'un combat singulier contre un ennemi saxon qu'il tua avec son épée Skræp, permet au peuple des Angles de pousser les limites frontalières méridionales du territoire danois jusqu'à la rivière Eider, intégrant une partie de la Saxe primitive.
Au XIIIe siècle, le moine copiste Matthieu Paris, travaillant à la cathédrale Saint-Alban consacrée à Saint-Alban, rédige une Vitae duorum Offarum qui s'attache à retracer les vies d'Offa d'Angeln et de son descendant supposé, le puissant roi Offa de Mercie. Il transpose le combat d'Offa d'Angeln en Angleterre, et non plus sur les bords de la rivière Eider.

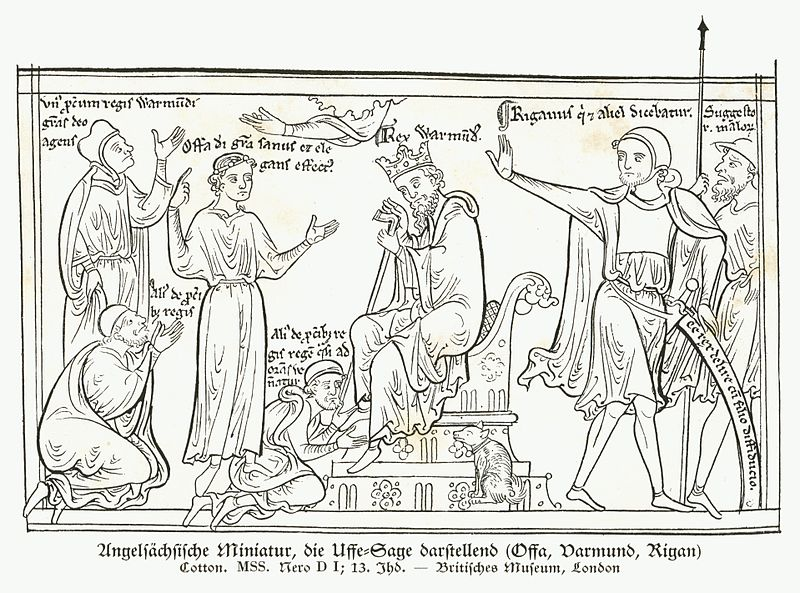
Offa et son père le roi Varmund (illustration du Vitae duorum Offarum de Matthieu Paris, Cotton ms. Nero D I).
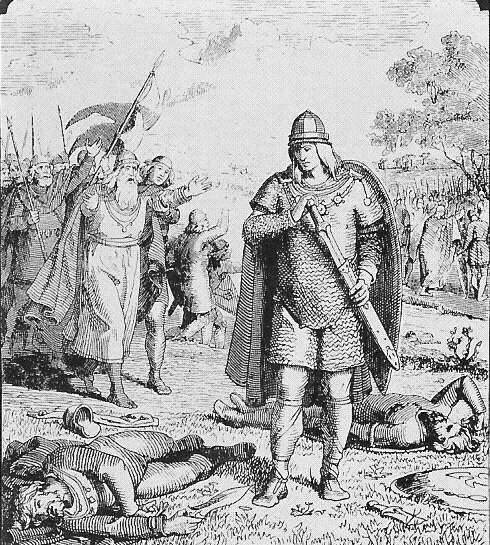
Le roi Varmund acclamant la victoire de son fils Offa.